# Гаљијарда (Болоња)
Гаљијарда (итал. Gagliarda) је насеље у Италији у округу Болоња, региону Емилија-Ромања.
Према процени из 2011. у насељу је живело 41 становника. Насеље се налази на надморској висини од 226 м.